# Autentyczni
Autentyczni – polski program telewizyjny typu talk-show emitowany na antenie telewizji TVN od 2023 roku, oparty na francuskim formacie The A Talks (emitowanym na kanale France 2). Parędziesiąt osób w spektrum autyzmu przeprowadza wywiad z gościem programu – osobą znaną ze świata mediów. 

## Prowadzący
Każdej rozmowie towarzyszy moderator dyskusji. Jego zadaniem jest także przygotowanie uczestników przed rozmową.
Pierwszym prowadzącym program, a zarazem moderatorem rozmów, był Maciej Stuhr. W odcinku wyemitowanym premierowo 26 grudnia 2024 był gościem programu, dlatego rolę moderatora dyskusji przejęła Dorota Wellman. Pozostała jednak w tej roli także w kolejnych odcinkach.

## Spis odcinków
Odcinki programu nie pojawiają się regularnie – ich emisja odbywa się w wybrane dni w roku, mniej więcej co kilka miesięcy.
| Numer odcinka | Data emisji      | Gość programu      | Pora emisji        |
| ------------- | ---------------- | ------------------ | ------------------ |
| 1.            | 1 listopada 2023 | Robert Makłowicz   | środa 20:00        |
| 2.            | 2 listopada 2023 | Natalia Kukulska   | czwartek 20:00     |
| 3.            | 25 lutego 2024   | Mata               | niedziela 20:00    |
| 4.            | 1 kwietnia 2024  | Magda Gessler      | poniedziałek 20:00 |
| 5.            | 25 grudnia 2024  | Marcin Prokop      | środa 11:00        |
| 6.            | 26 grudnia 2024  | Maciej Stuhr       | czwartek 11:00     |
| 7.            | 20 kwietnia 2025 | Maciej Zakościelny | niedziela 11:30    |
| 8.            | 21 kwietnia 2025 | Justyna Kowalczyk  | poniedziałek 11:30 |

## Oglądalność
Pierwsze dwa odcinki programu, wyemitowane 1 i 2 listopada 2023 roku, obejrzało średnio 1,22 mln widzów, a TVN w trakcie ich emisji był najchętniej oglądaną w tym czasie stacją telewizyjną.